# MG Midget
O  Midget é um modelo esportivo da MG.